# Company of Heroes 2
Company of Heroes 2 — відеогра жанру стратегії в реальному часі, розроблена Relic Entertainment і видана Sega в 2013 році для Microsoft Windows та Feral Interactive для OS X і Linux. Продовження гри Company of Heroes, присвячене Східноєвропейському театру воєнних дій Другої світової війни. В Росії Company of Heroes 2 зазнала сильної критики за зображення Червоної армії, що суперечить її усталеному там образу.

## Ігровий процес

База і війська Радянського союзу

### Основи
Гра розвиває основи геймплею Company of Heroes, гравець керує розвитком бази і військами з метою захопити територію та перемогти противника. В цій грі початково доступні тільки війська Радянського союзу та Вермахту, інші надаються з придбанням доповнень. Захоплюючи контрольні точки місцевості, протиборчі сили поширюють зону впливу і отримують ресурси, які витрачають на будівництво бази, найм військ і впровадження вдосконалень. Company of Heroes 2 більше за попередницю зосереджена на реалізмі, було усунуто багато ігрових умовностей та додано різноманітні фактори довкілля, що впливають на боєздатність.
Крім звичайних режимів кампанії та битви проти комп'ютера чи інших гравців, Company of Heroes 2 надає «Театр війни» — низку одиночних або кооперативних завдань.

### База і війська
На початку гравець зазвичай володіє штабом, загоном інженерних військ і стартовим запасом ресурсів. У штабі замовляються початкові війська, інженери будують інші споруди, де замовляються піхотинці, бронетехніка, артилерія. На базі чи поза нею вказуються точки збору, куди з-за меж карти прибувають замовлені війська. В спорудах можуть впроваджуватися вдосконалення і автоматично давати нові можливості чи посилення.
Для розбудови бази, найму і вдосконалення військ необхідні ресурси: особовий склад, боєприпаси та паливо. Кожна з контрольних точок на карті дає боєприпаси чи паливо і поширює зону впливу. Притік особового складу залежить від території під контролем гравця. Існують точки, що дають один тип ресурсів і універсальні, котрі дають трохи боєприпасів і палива й добудовуються інженерами, щоб давати один вказаний ресурс в більшому обсязі. Суміжні захоплені території формують лінії постачання. Якщо лінія не межує з територією бази, гравець не отримує з неї ресурсів. Також на місцевості можуть розташовуватися польові госпіталі (лікують піхоту), ремонтні майстерні (ремонтують техніку) та оглядові вишки (відкривають огляд на околиці). В багатокористувацькій грі додаються переможні точки, володіння якими забезпечує перемогу.
У більшості фракцій війська поділяються на рівні, які підвищуються у штабі і надають більш технологічні бойові одиниці. Лише піхотинці можуть захоплювати контрольні точки й ховатися у спорудах, але в цій грі їм достатньо просто перебувати поряд.
Бойові одиниці володіють запасом здоров'я і бойового духу, де перший визначає здатність до витримування атак, а другий — ефективність бою. Загони з низьким бойовим духом, наприклад, пригнічені шквальним вогнем, втрачають швидкість, скорострільність, і можуть тимчасово вийти з-під контролю гравця. Гра симулює огляд військ, який показує територію там, де її бачили б перед собою війська. Наприклад, снайпери бачать далі, ніж екіпажі бронетехніки, але у вужчому секторі, ніж звичайні стрільці. Піхотинці здатні підбирати зброю палих побратимів і трофейну, займати протитанкові гармати, станкові кулемети і міномети. Бойові одиниці мають три рівні ветеранства, з якими зростає скорострільність, забійність, швидкість руху, запас здоров'я, броня або дальність огляду. Біля штабів і деякої техніки загони здатні поповнюватися за певну плату. Розбитий загін крім того може відновитися за рахунок об'єднання з іншим.
Умови довкілля впливають на боєздатність військ. Мороз повільно вбиває піхотинців, але вони можуть зігріватися поблизу вогнищ, сидячи в техніці чи спорудах. Сніг утруднює пересування та лишає на собі сліди, проте може приховувати війська. Лід на водоймах дозволяє перетинати їх, але з часом слабшає і врешті ламається, а за якийсь час намерзає знову. Також він може бути розбитий вибухами. Хуртовини зменшують огляд та обморожують піхотинців. Дим приховує війська, а в вогні піхота швидко втрачає здоров'я. Техніка може бути пошкоджена різними шляхами: отримати пробоїну броні, втратити двигун, її екіпаж може бути приголомшений чи засліплений.
Залежно від типу місцевості, існують різні укриття, такі як видолинки, колоди, руїни тощо. Остови техніки і залишки споруд також надають укриття. В Company of Heroes 2, як і в попередниці, піхота може ховатися в будівлях і вести звідти вогонь. Проте бійці в такому разі вразливі до вогнеметів, гранат. Якщо будівля має кілька виходів, гравець вільний вказати яким саме скористаються бійці.
Набір військ і спеціальних можливостей, їх вигляд, залежить від обраних генералів і бонусів у «бюлетенях». Виконуючи завдання та здобуваючи досвід у боях, або вносячи реальні гроші, гравець отримує додаткових генералів, бонуси та оформлення. Під час сутичок накопичуються очки підтримки, за які обирається доктрина наперед визначених генералів. Доктрини включають додаткові війська, можливості та бонуси, як пасивні, так і задіювані за витрату ресурсів.

### Фракції
Радянський союз (Червона армія) — володіє універсальною армією, що має великий перелік піхоти, а з розвитком бази також і бронетехніки. Війська на відміну від інших фракцій не поділяються за рівнями. Разом з тим СРСР має обмаль оборонних споруд і можливостей. За підтримки піхоти танками може успішно протистояти ворогу впродовж усієї сутички. В кампанії має постійну можливість викликати підкріплення призовників у вказану точку.
Основні війська: Загін інженерів (озброєні гвинтівками Мосіна), Загін призовників (озброєні гвинтівками Мосіна), Загін штрафників (озброєні гвинтівками Токарєва), Загін снайперів-розвідників (озброєні гвинтівками Мосіна зі снайперським прицілом), Обслуга кулемета Максима зразка 1910, Обслуга міномета 82 ПМ-41, Обслуга дивізійної гармати ЗІС-3, Розвідувально-дозорний автомобіль M3A1, Напівгусеничний автомобіль M5, Легкий танк Т-70, Танк Т-34/76, САУ СУ-85, Реактивна установка БМ-13 «Катюша», САУ СУ-76М.
США — представляє сили США після 1944 року, що висадилися в Європі. На відміну від решти фракцій, американці одразу мають на базі всі основні будівлі. Їхня піхота різноманітна, пристосована для швидких рейдів углиб території. Особливі юніти, капітани і майори, посилюють солдатів навколо і організовують їхню діяльність. Фракція додана в складі DLC.
Основні війська: Тиловий ешелон, Загін стрільців (озброєні гвинтівками M1 Garand), Лейтенант (озброєний гвинтівкою Browning M1918 і пістолетом-кулеметом Thompson), Капітан, Майор, Обслуга міномета M1, Санітарна машина Dodge WC54, Командно-штабна машина M20, Обслуга кулемета M2HB, Напівгусенечна ЗСУ M15A1 AA, Протитанкова гармата М1, Гаубиця М1, Легкий танк M5A1Stuart, Танк M4A3 Sherman, Самохідна гармата M36 Jackson, САУ M8A1.
Велика Британія — зосереджена на обороні, зокрема володіє широкими можливостями до укріплення бази, зведення вогневих точок, ремонту, мінування. Піхотинці ефективніші, ніж в інших фракцій, в укриттях і отримують бонуси, перебуваючи на вже захопленій території. Британські війська порівняно сильні, але дорогі в наймі. Фракція додана в складі DLC.
Основні війська: Піхотна секція (озброєні гвинтівками Lee-Enfield), Обслуга кулемета Vickers HMG, Бронетранспортер Universal Carrier, Королівські інженери (озброєні пістолетами-кулематами Sten), Протитанковий снайпер (озброєний протитанковою рушницею Boys.55cal), Протитанкова гармата Ordnance QF 6-Pounder, Обслуга міномета ML 3 inch, Бронеавтомобіль AEC Mk. III, Зенітна гармата Bofors QF, Танк Centaur AA Mk. II, Танк Cromwell Mk. IV, Танк Sherman Firefly.
Східна армія Вермахту — загалом аналогічна Вермахту з попередньої гри, війська вирізняються широким вибором потужних бойових одиниць, але їхні ролі задані жорсткіше, ніж у інших фракцій. Покладається на злагоджену діяльність різних родів військ з ретельним підбором їх складу. Володіє широкими можливостями до зведення оборонних споруд і мінування.
Основні війська: Загін піонерів (озброєні пістолетам-кулеметами MP40), Обслуга кулемета MG42, Загін гренадерів (озброєні гвинтівками Kar98k), Обслуга міномета GrW 34, Снайпер (озброєний гвинтівкою Gewehr 43), Загін панцергренадерів (озброєні автоматами StG-44), Протитанкова гармата Pak 40, Напівгусененчний бронетранспортер SdKfz 251, Бронеавтомобіль SdKfz 221/222, Штурмова гармата StuG III Ausf.G, Середній танк Panzer IV, ЗСУ Ostwind Flakpanzer IV, САУ Sturmpanzer IV «Бруммбер», Самохідна реактивна установка Panzerwerfer 42, Танк «Пантера».
Верховне головнокомандування Заходу — представляє сили Вермахту наприкінці Другої світової війни, на озброєння яких надійшли останні розробки, але яке потерпає від браку провізії та особового складу. Володіє ефективними військовими розробками, проте не може вдосконалювати точки та потребує збирання трофейної техніки для отримання ресурсів. Війська спрямовані на швидке захоплення територій на ранніх етапах сутички, але гірше пристосовані до їх утримання. На відміну від решти фракцій, війська можуть отримувати два додаткових рівні досвіду. Фракція додана в складі DLC.
Основні війська: Загін штурмпіонерів (озброєні автоматами StG-44), Загін вольксгренадерів (озброєні автоматами StG-44), Загін уберсолдатів (озброєні гвинтівками Kar98K), Kübelwagen, Обслуга протитанкової гармати Raketenwerfer 43, Обслуга кулемета MG-34, Важкий танк Tiger B «Königstiger», Напівгусенечний автомобіль Schwerer Wehrmachtschlepper, Легка піхотна гармата 7.5cm le.IG 18, Напівгусенечний бронетранспортер Sdkfz 251/20, ЗСУ Sdkfz 251/17, Легкий танк Panzer II «Luchs», Бронеавтомобіль SdKfz 234 «Puma», Самохідна реактивна установка SdKfz 251 «Stuka zu Fuß», Винищувач танків Jagdpanzer IV, Танк Panzer V «Пантера», Танк Panzer IV.

## Кампанія
У 1952 році в табір ГУЛАГу під Норильськом прибуває офіцер НКВД Чуркін. Він хоче знайти Лева Абрамовича Ісаковича, що під час Великої Вітчизняної війни був командиром військ і тепер засуджений до розстрілу за антирадянську діяльність.
Не маючи чого втрачати, Лев розповідає про битву за Сталінград, яку було виграно кількісною перевагою (1942). Наступний спогад описує військові дії під Москвою (1941), де Чуркін наказує організувати відступ, знищуючи майно, щоб воно не дісталося ворогам, і не рахуючись із втратами. Лев згадує оборону й контратаку під Мценськом (1941), оборону Москви (1942), контрнаступ у Сталінграді (1942) і порятунок Лева після визволення Сталінграда (1942). Ісакович опиняється у шпиталі, де знайомиться з лейтенантом Пожарським, розповіді якого спонукають Лева стати кореспондентом. Він описує прорив оборони німців біля Ленінграда (1943), допомогу армії на підступах до Ленінграду (1943), вибиття німців з Орші (1944) і атаку на окупований Люблін (1944). Лев стає свідком співпраці з партизанами в Польщі, котрих після досягнення мети вбивають червоноармійці (1944). Борючись із німцями, армія захоплює Познань (1945) і доходить до Гальбе (1945). Врешті радянські війська доходять до Рейхстагу і захоплюють його (1945). Лев робить висновок, що вся операція була потрібна лише для пропагандистського фото радянського прапора на Рейхстазі.
Впродовж розповідей Лев згадує відданість радянських солдатів і аморальність їхніх командирів, що йшли на будь-які звірства задля перемоги: показові розстріли дезертирів загороджувальними загонами, покидання солдатів на вірну смерть, убивства беззбройних ворогів. Чуркін натомість доводить Ісаковичу, що жорстокість була виправдана, щоб перевірити його моральність. Після війни Лев вважає своїм обов'язком покинути службу і втекти на Захід до Союзників, щоб розповісти про невідомий бік війни. Але його схоплюють і відправляють до ГУЛАГу.
Лева ведуть на розстріл, але Чуркін несподівано вбиває конвоїра та віддає Ісаковичу власну книгу про злочини Червоної армії. Взявши книгу, Лев тікає з табору і зникає в лісі.

## Доповнення
- Company of Heroes 2: The Western Front Armies — видане 23 червня 2014 року, зосереджене на подіях Західного фронту. Надає додаткові карти для багатокористувацької гри і фракції: США та Верховне головнокомандування Заходу[4].
- Company of Heroes 2: Ardennes Assault — видане 18 листопада 2014, присвячене Арденнській операції. Надає набір з 18-и місій за США, що описують цю операцію[5].
- Company of Heroes 2: The British Forces — видане 3 вересня 2015 року, присвячене участі Великої Британії у війні. Надає армію Великої Британії та вдосконалює анімації[6].

## Оцінки й відгуки
| Агрегатор  | Оцінка |
| ---------- | ------ |
| Metacritic | 80/100 |

| Видання        | Оцінка |
| -------------- | ------ |
| GameSpot       | 7.5/10 |
| IGN            | 8.4/10 |
| PC Gamer (США) | 8/10   |
| Polygon        | 7/10   |

Company of Heroes 2 отримала високі оцінки критиків, хоча й дещо нижчі, ніж попередниця. На агрегаторі Metacritic середня оцінка склала 80 балів зі 100.
У рецензії GameSpot кампанія описувалася суперечливою: «Кампанія незрівнянна, коли ви відчуваєте бездушність ваших своїх командирів. Репліки часто нагадують вам, що ви надсилаєте війська на смерть за батьківщину, а нескінченний потік безкоштовних призовників у більшості місій на середній складності підкріплює думку, що жодна особа не є незамінною. На жаль, це потужна підтримка безкоштовною піхотою робить виграш легким, прямуючи крізь карту, задушуючи кількістю». Натомість відзначалася варіативність тактик у багатокористувацькій грі та її цікавість, адже комп'ютер не використовує сповна особливості ігрових механік.
IGN зауважувалися невелика кількість нових ідей, але вдосконалена графіка, широкий вибір тактик і цікаві нові механіки. Зверталася увага на похмурість кампанії: «Тим не менш, вона [гра] має погану звичку нагороджувати мої важкі перемоги важкою дозою гнітючої історичної реальності. Хтось зробив щось самовіддане та шляхетне? Товаришу Сталіну це не подобається. Але Relic не писали історії, і освітлити жахи Східного фронту було б набагато більшим гріхом».
PC Gamer найкращою частиною гри називався режим «Театр війни», тоді як кампанію було розкритиковано за слабкий штучний інтелект ворогів і відео на рушієві гри, що «виглядають як деякі жахливі Xbox-шутери». «Company of Heroes 2 — це стратегія в реальному часі, як СРСР: величезна, потужна і місцями зламана» — писалося у вердикті.
В Росії кампанію Company of Heroes 2 було зустрінено з осудом за зображення командирів армії СРСР антигероями, що йдуть на будь-які жертви заради перемоги й виконання наказів. Ажіотаж навколо гри піднявся після відео блогера-кінокритика Bad Comedian-а, котрий розкритикував кампанію за експлуатацію образу «злих росіян» і зображення нацистів їхніми жертвами. Зокрема він висловився щодо показу відсутності мотивації у радянських військ — вони борються виключно зі страху бути розстріляними загороджувальними загонами, і знищують нацистів так, ніби ті були не агресорами, а беззбройними жертвами. Було створено петицію за заборону продажів Company of Heroes 2 в через сервіс Steam, в якій вона називалася засобом пронацистської пропаганди й такою, що спотворює історичну правду про внесок СРСР у перемогу Союзників.
Ігроманія відгукнулася про проблему: «Не можна сказати, що це прорив, — оригінал і так був хороший, а продовження, як мовиться, „розвиває ідеї“. При цьому вдало і не руйнуючи крихкої екосистеми. А ось хороший намір — показати справжнє обличчя Радянської Армії — пішов прахом. Замість великих діянь і подвигів нам чотирнадцять місій підряд показують тотальне безглуздя, достойне Микити Михалкова з його „Стомленими сонцем 2“». «Company of Heroes 2 — це збірник найбільш затертих штампів про злих росіян, яким не вистачає тільки ведмедів та юнітів-матрьошок. Ще сумніше, що канадці подають своє творіння як історично достовірну гру і на будь-яку критику огризаються, мовляв, їм краще знати». 3DNews загалом високо оцінили гру, за винятком того ж сюжету: «Як стратегія Company of Heroes 2 близька до ідеалу, тим самим виправдовуючи всі ті почесті, що надавалися її попередницям і їх канадським творцям. Але механіку важко відокремити від контексту, і це кидає тінь на всю гру. Незрозуміло, чому Relic пішла саме цим шляхом, згущаючи фарби і нагнітаючи драму там, де, мабуть, і не варто було б. Ось і виходить невесела картина — гра-то ніби про перемогу, але вже не про героїв». Сайт Overclockers більш зосередився на нелогічному показі звірств Червоної армії, а не їх запереченні: «Право на власну думку не зобов'язує мене читати і бачити маячню: куди біжать дезертири, якщо попереду окопи з німцями, а позаду берег? Навіщо сільські будинки-то спалювати і захоплювати порожній схил, де немає нічого, крім абстрактної „точки“?».
Внаслідок суспільного резонансу компанія 1C (локалізатор Company of Heroes 2 російською) з 26 липня 2013 року зняла гру у версії на DVD з продажів у Росії та СНД. Комуністична партія України в серпні 2013 також намагалася домогтися заборони гри. Зрештою Company of Heroes 2 лишилася доступна в Росії в сервісі Steam, а намагання заборонити її в Україні провалилися.